# Eonycteris
Eonycteris — рід рукокрилих, родини Криланових, Що об'єднує 3 види тварин, які мешкають в Азії.

## Морфологія
Морфометрія. Довжина голови й тіла: 85–125 мм, довжина хвоста: 12–33 мм, передпліччя: 60–81 мм.
Опис. Верхні частини тіла бурі, як правило, темно-коричневі, а нижні блідіші. Боки шиї у самиць, як правило, з тоншим волоссям, в той час як ті ж області у самців вкриті довгим волоссям трохи темнішого кольору, ніж волосся на голові і грудях. Язик довгий, тонкий. Писочок довгий і тонкий. Хвіст зводиться до спікули або відсутній. 

## Спосіб життя
Eonycteris зустрічаються в різних середовищах проживання, включаючи ліси і культурні області. Вони зазвичай ночують у печерах, але Eonycteris major також були знайдені в дуплах дерев на острові Борнео. Їжа, здається, складаються в основному з пилку і нектару. Ці рукокрилі товариські. Кілька сотень особин Eonycteris robusta були виявлені причепленими до стелі печери. Вагітність триває, ймовірно, 200 діб. Народжується одне, дуже рідко двоє малят. 

## Види
- Eonycteris
  - Eonycteris major
  - Eonycteris robusta
  - Eonycteris spelaea